# Velutinoidea
Super-famille
Les Velutinoidea sont une super-famille de mollusques gastéropodes marins ou d'eau saumâtre de l'ordre des Littorinimorpha.

## Liste des familles et sous-familles
Selon World Register of Marine Species (27 mars 2016) :
- famille Triviidae Troschel, 1863 -- 20 genres
- famille Velutinidae Gray, 1840 -- 19 genres

## Galerie

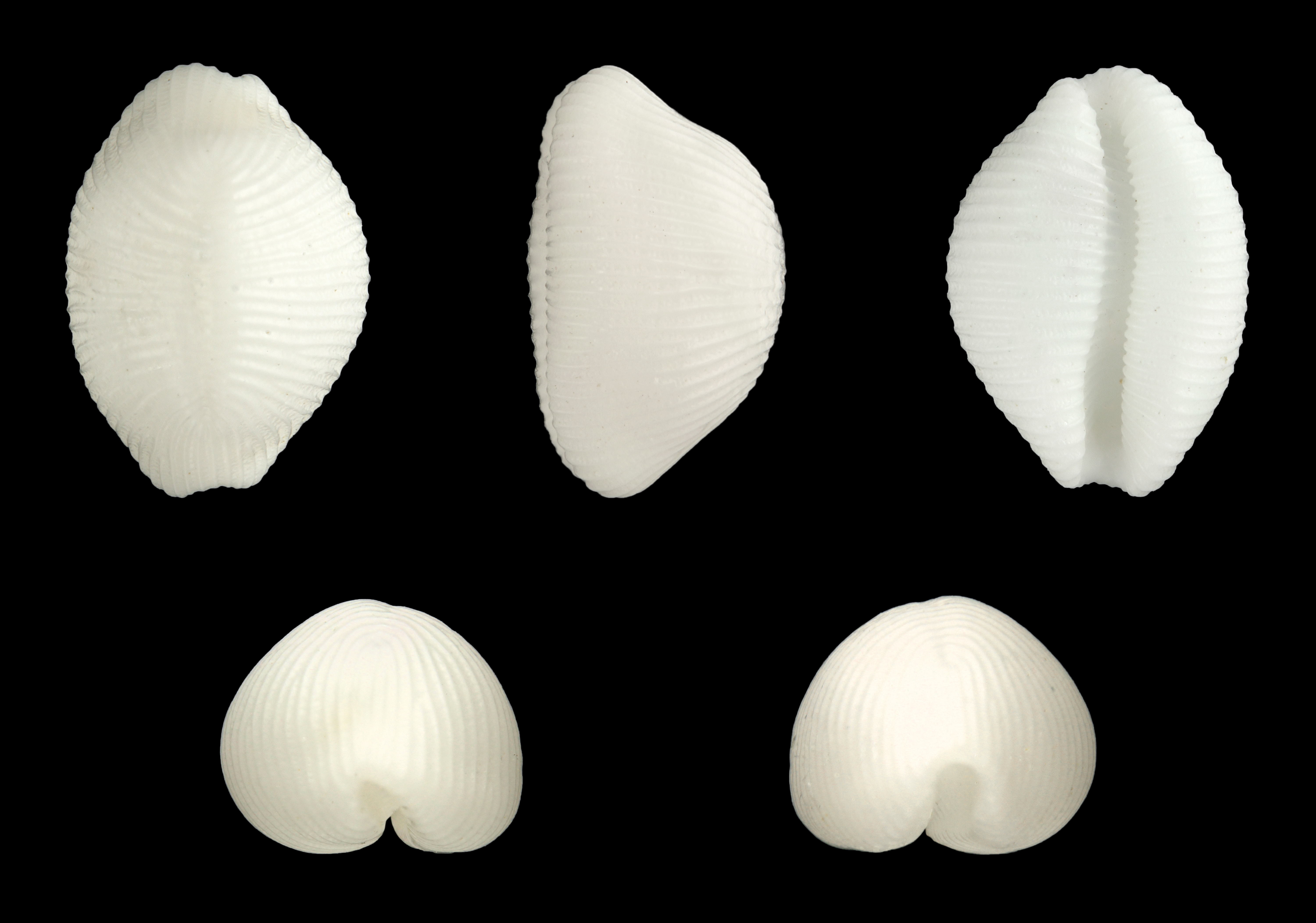
Trivirostra oryza (Triviidae).
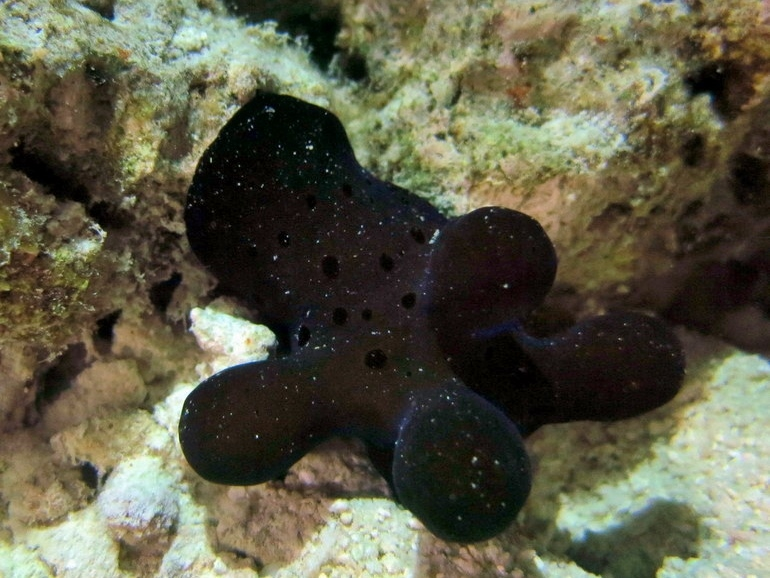
Coriocella hibyae (Velutinidae).